# 안동역
안동역(安東驛, Andong station)은 경상북도 안동시 송현동에 위치한 중앙선의 철도역이다. 중앙선 개통 당시 역명은 경북안동역(慶北安東驛)이었으나, 1949년 7월에 현재의 안동역으로 변경되었다.
1931년 10월 16일에 개업했으며, 현재 중앙선 및 영동선을 직결 운행하는 모든 여객열차가 정차한다. 청량리역에서 출발한 중앙선 KTX-이음 열차가 이 역에 정차하여 경주역에서 동해선과 합류해 부전역까지 운행한다. 1940년에 설치된 구 역사의 급수탑은 12각형의 구조물로 그 형태가 독특하여 국가등록문화재로 지정되었다.

## 열차 운행
한동안 청량리 - 안동 새마을호의 종착역이었지만, 운행선 변경 전의 중앙선이 영주역 이남 구간에 가공전차선이 없어서 기존 비전철 새마을호가 퇴역한 후에는 운흥동에서 송현동으로 역사를 이전할 때까지 ITX-새마을 열차가 운행할 수 없었다.
중앙선이 도담 - 영천 구간의 복선전철화와 함께 선로가 이설됨에 따라, 2020년 12월 17일에 운흥동에서 송현동 안동버스터미널 앞으로 이전했다. 동시에 가공전차선이 설치되면서 2021년 1월 5일부터 KTX-이음의 운행이 시작되고, 송현동으로 옮기고 전철화된 후에도 한동안 운행하지 않았던 ITX-새마을도 2022년 11월 5일부터 운행을 시작했다. 전철화 이후 ITX-새마을 대신 운행했던 누리로 여객열차는 ITX-새마을 운행 재개와 동시에 운행을 종료했다.
야간에는 ITX-새마을과 KTX-이음이 각각 1편성씩 주박한다.

## 역사
- 1931년 10월 15일 : 경북선 개통과 함께 경북안동역(慶北安東驛)으로 영업 개시[1]
- 1948년 9월 14일 : 사무관역으로 승격
- 1949년 7월경 : 안동역으로 역명 변경[2]
- 1960년 3월 8일 : 역사 신축 착공
- 1960년 8월 25일 : 역사 준공
- 1971년 9월 10일 : 무연탄 화물 도착역으로 지정[3][4]
- 1984년 12월 31일 : 역사 일부 개축
- 1997년 10월 1일 : 거점 관리역으로 지정
- 1999년 1월 1일 : 영주 지역 관리역으로 통합
- 2006년 5월 1일 : 소화물 취급 중지
- 2014년 10월 31일 : 안동역 착발 새마을호 운행 종료
- 2015년 5월 29일 : 화물 취급 중지[5]
- 2020년 12월 17일: 옹천~무릉 간 운행선 변경에 따라 구(舊) 운흥동 역사 폐지[6], 안동버스터미널 바로 앞의 송현동 신 역사로 이전 및 누리로 운행 개시
- 2021년 1월 5일 : KTX-이음 운행 개시
- 2022년 11월 5일 : ITX-새마을 운행 개시, 누리로 운행 종료.
- 2023년 12월 29일 : KTX-이음 서울역 연장 운행 및 왕복 1회 증설 운행 개시 및 ITX-마음 운행 개시
- 2024년 12월 20일 : 중앙선 복선 전철화 구간 완공과 동시에 KTX-이음 부전 방향 으로 연장됨

### 승강장
2면 4선의 쌍섬식 승강장으로 운영되고 있다. KTX-이음 고상홈 승강장에는 스크린도어가 설치되어 있다.
| ↑의성           |
| １２ \| ３４ \| |
| 영주↓           |

| 1 | 영동선 · 중앙선 | 무궁화호 · ITX-마음 · ITX-새마을 | 동대구 · 부전 방면 |
| 2 | 중앙선          | KTX                              | 부전 방면          |
| 3 | 중앙선          | KTX                              | 서울 · 청량리 방면 |
| 4 | 중앙선          | ITX-마음                         | 청량리 방면        |
| 4 | 중앙선          | ITX-새마을                       | 청량리 방면        |
| 4 | 영동선          | 무궁화호                         | 동해 방면          |

## 역 주변
역사 바로 앞에 안동버스터미널이 있어서 철도와 시외버스 간의 환승이 편리하다.
- 경안중학교
- 경안여자고등학교
- 복주요양병원

## 사진

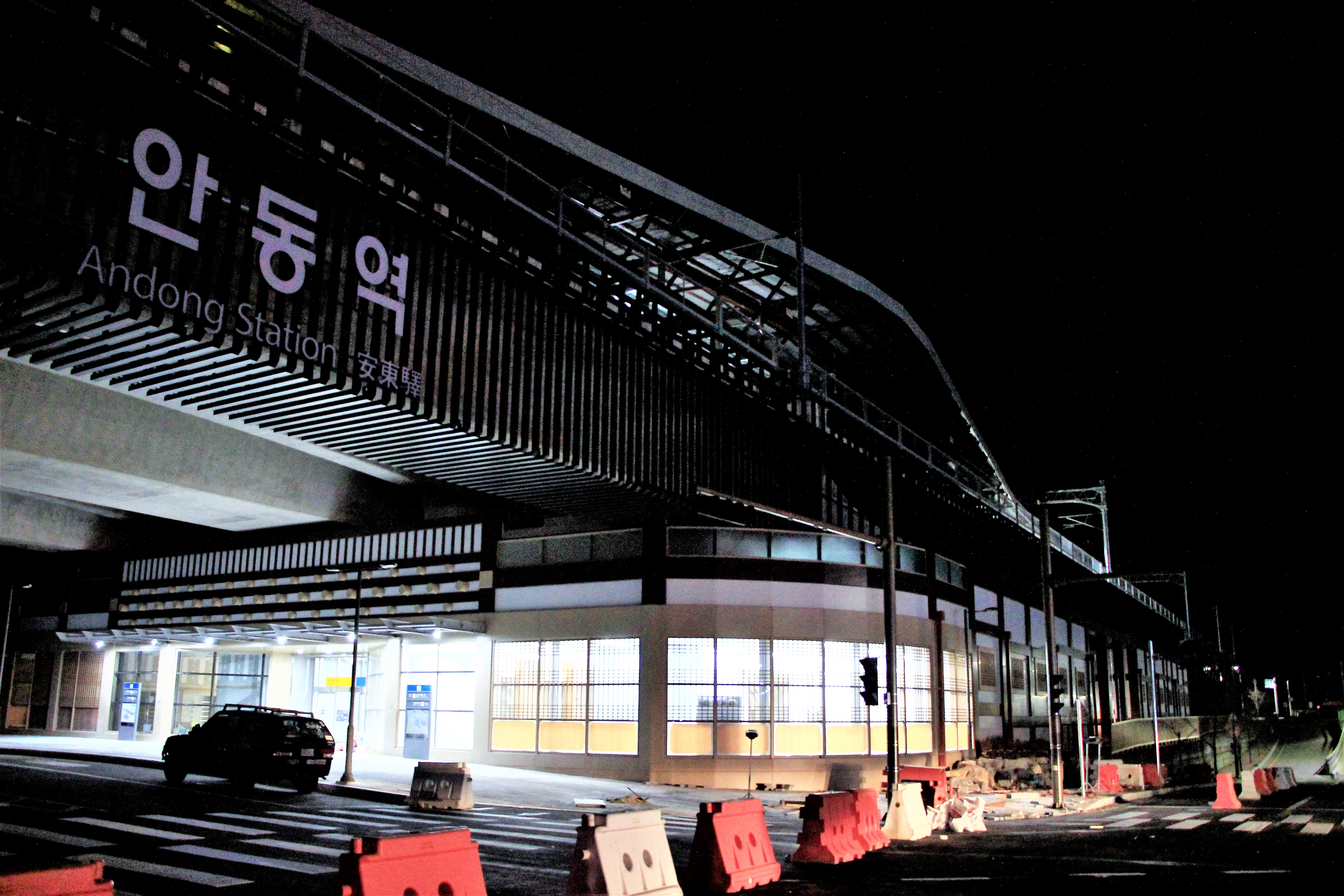
안동역 역사
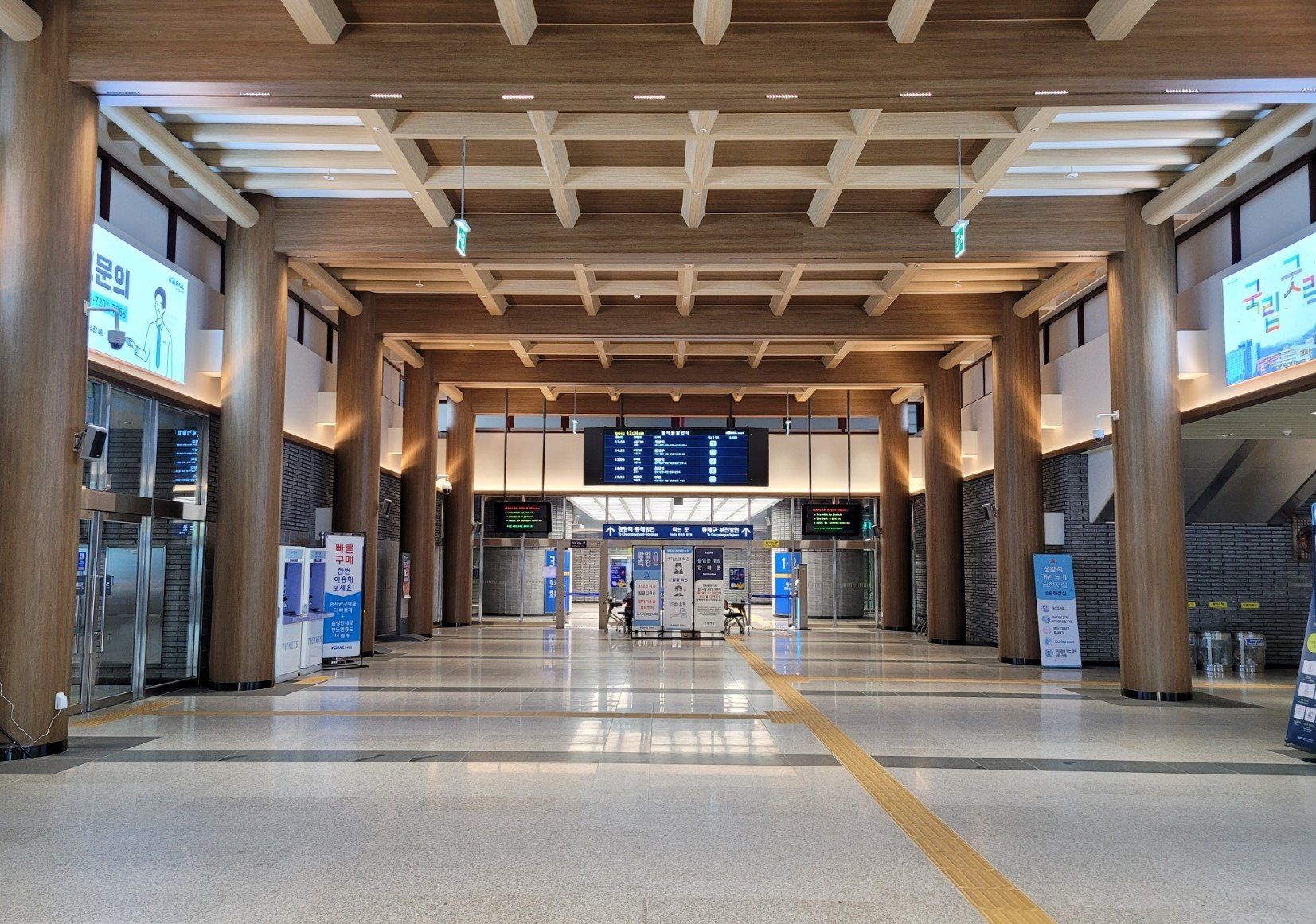
안동역 역사 안
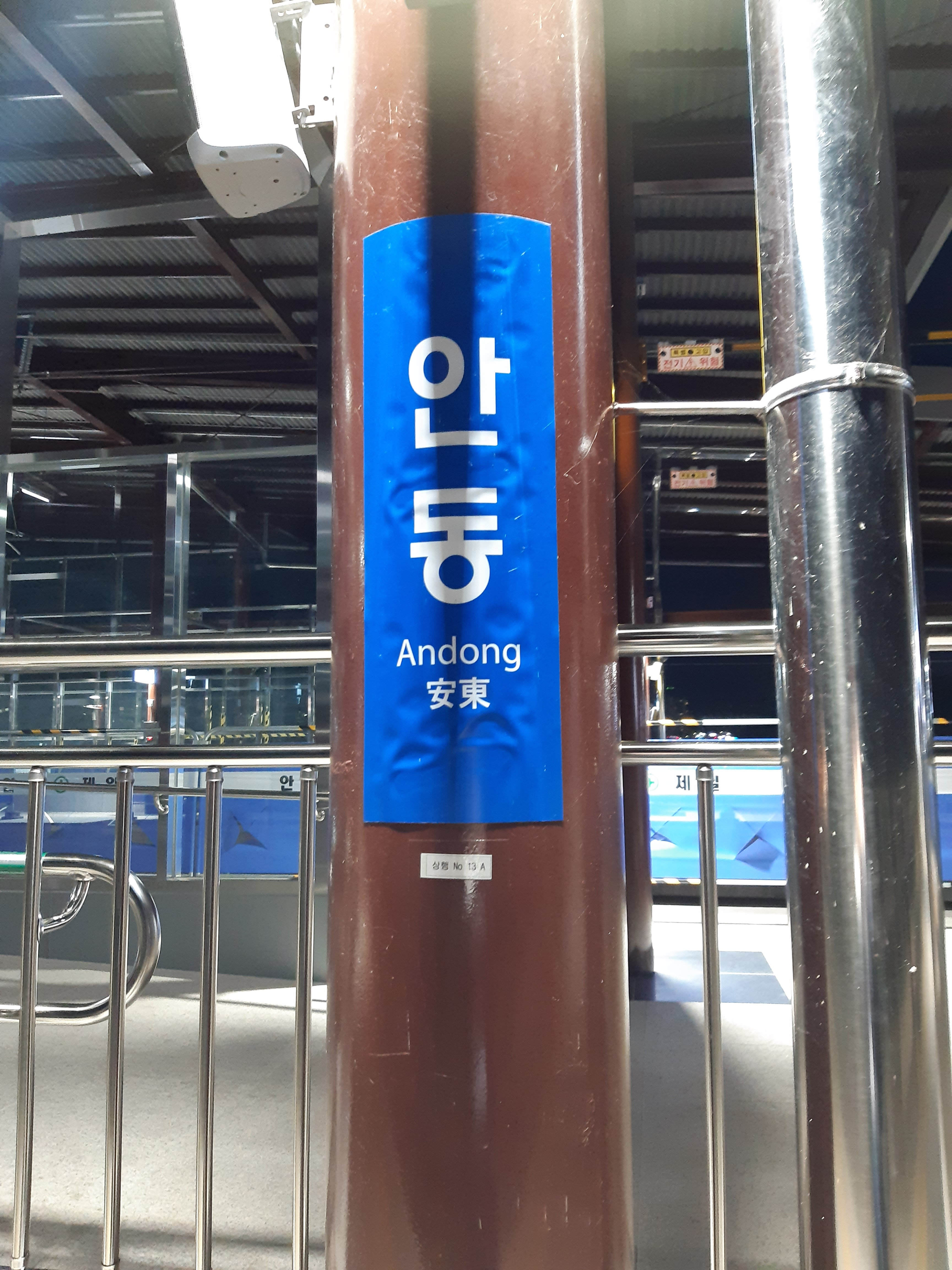
역명판

## 구 역사

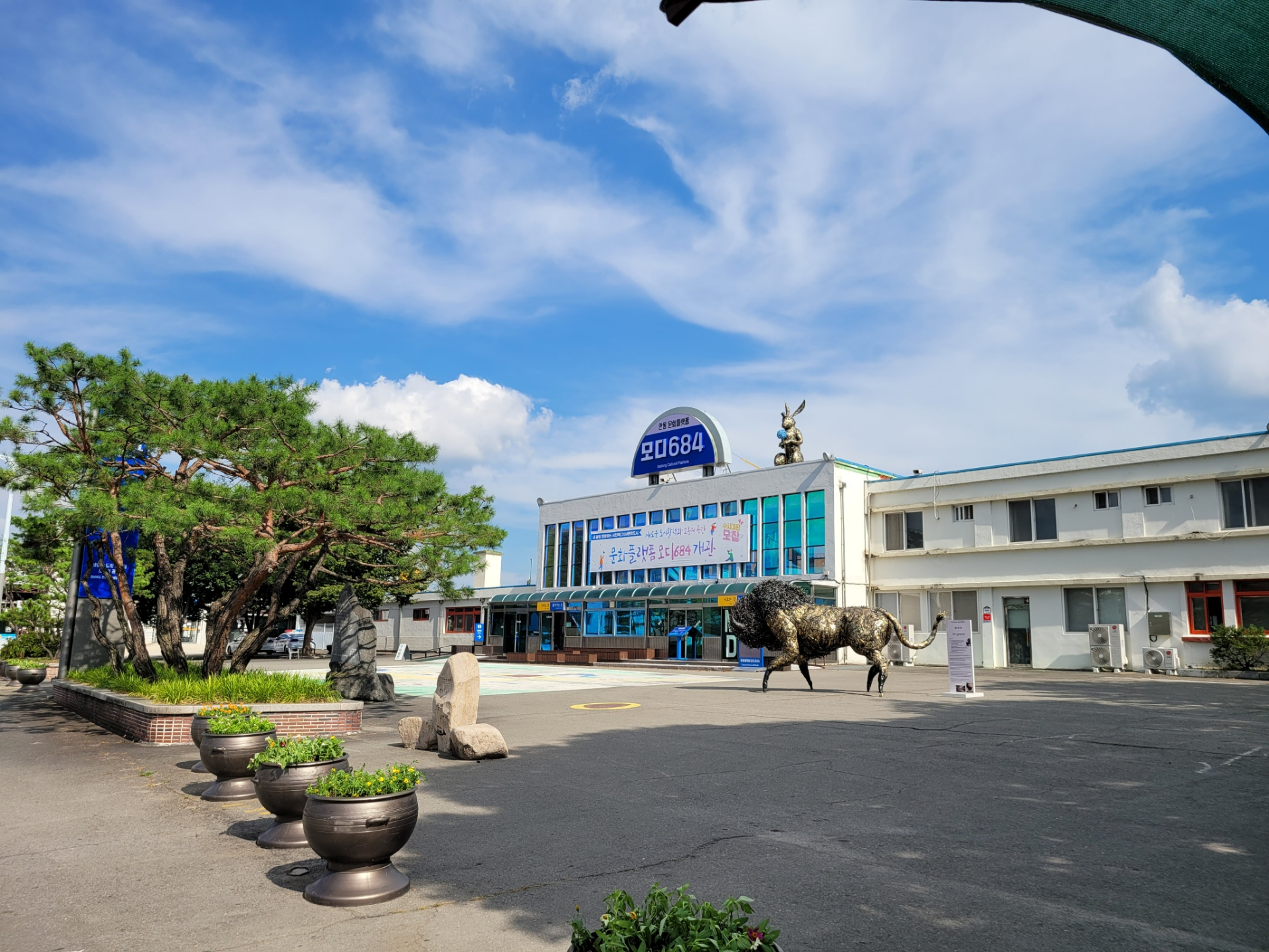
구 안동역 모습
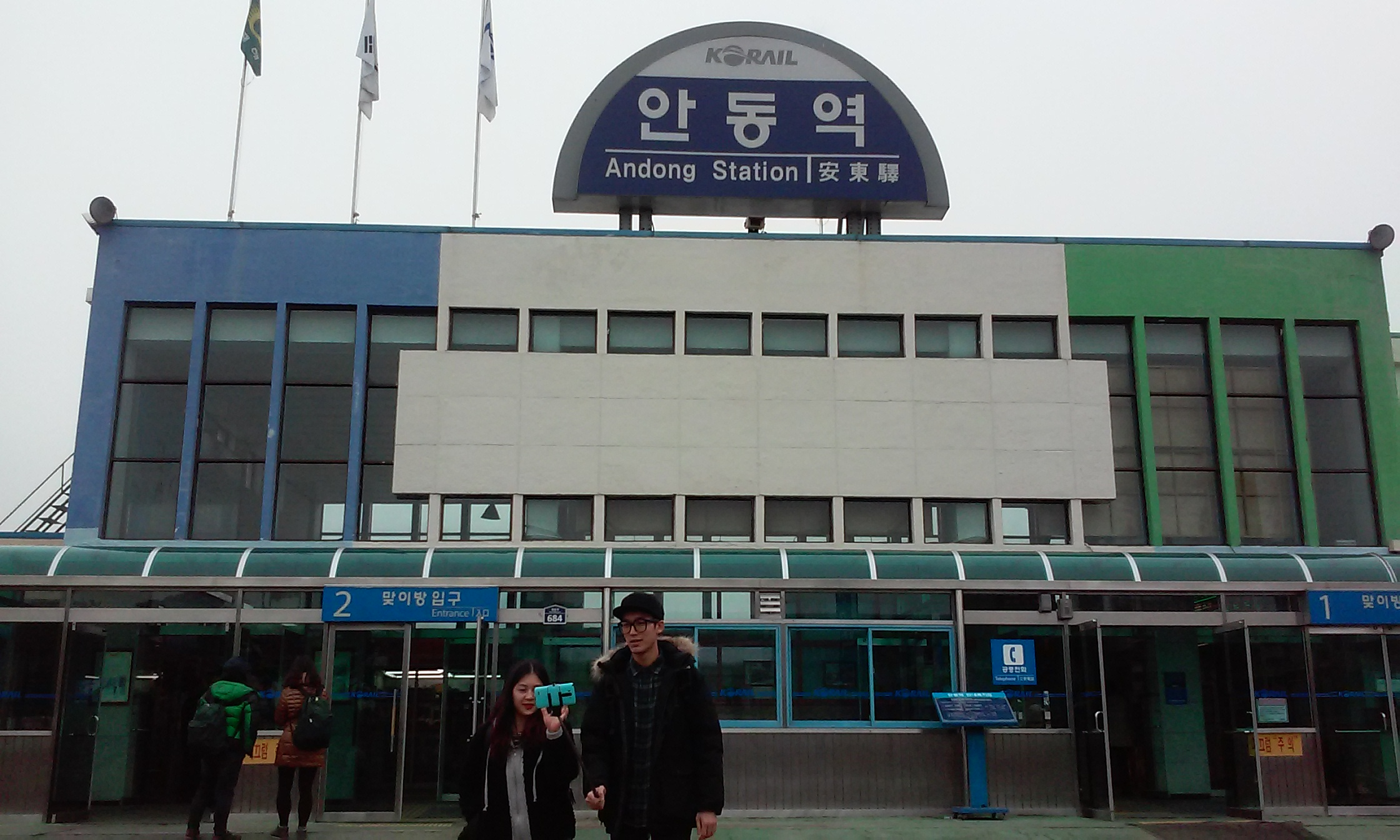
구 안동역사
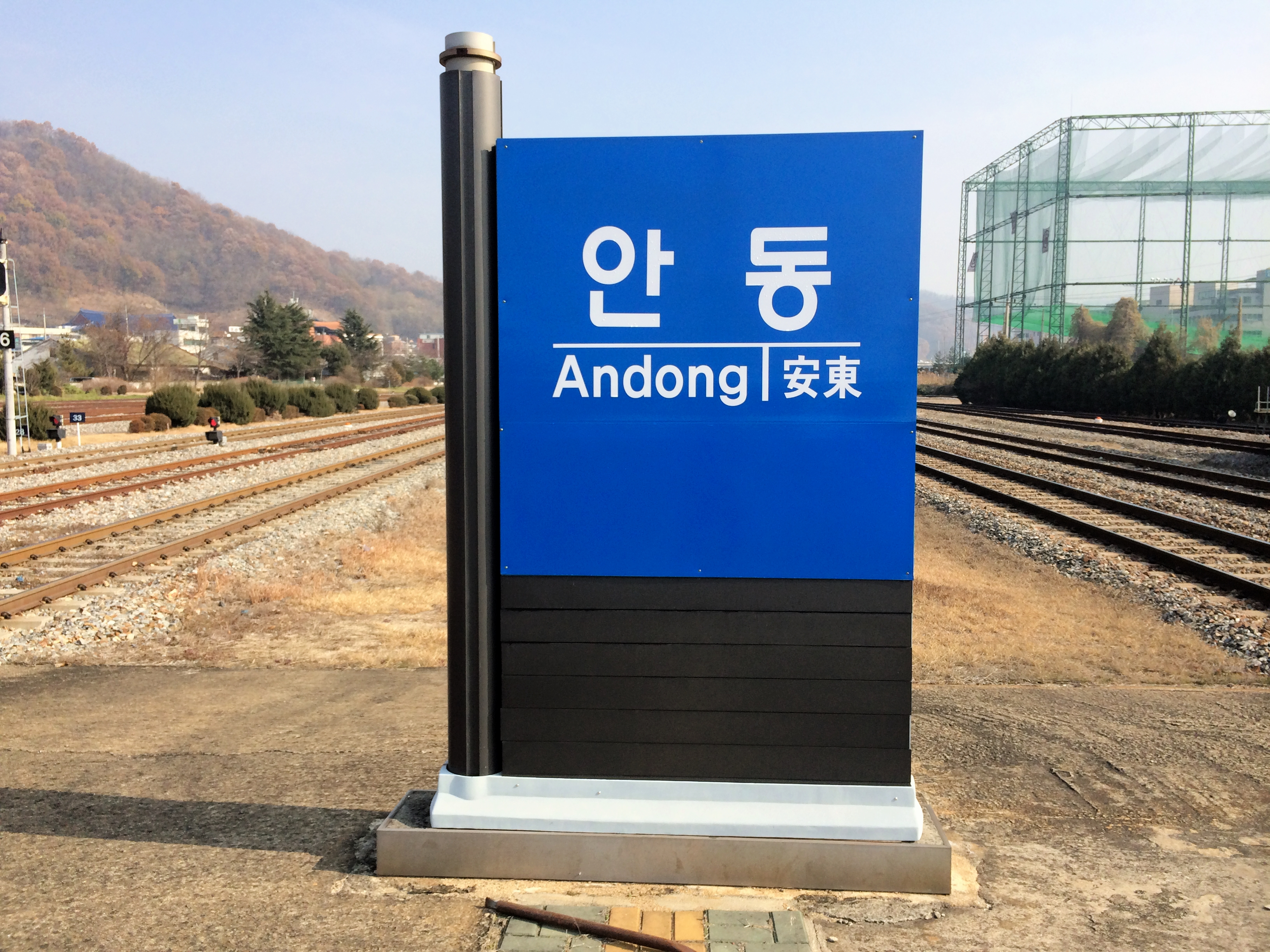
구 선로 끝 역명판
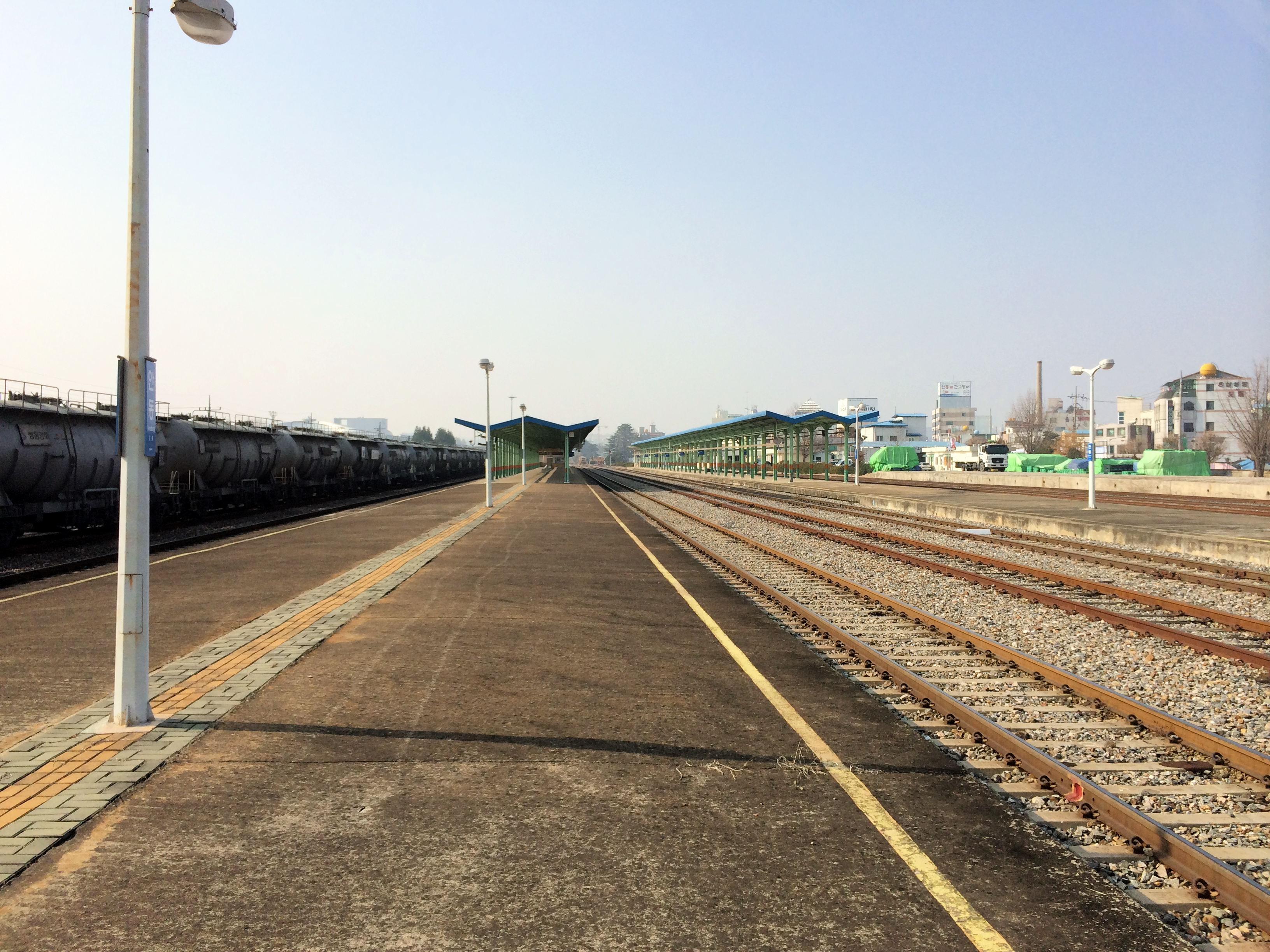
구 승강장
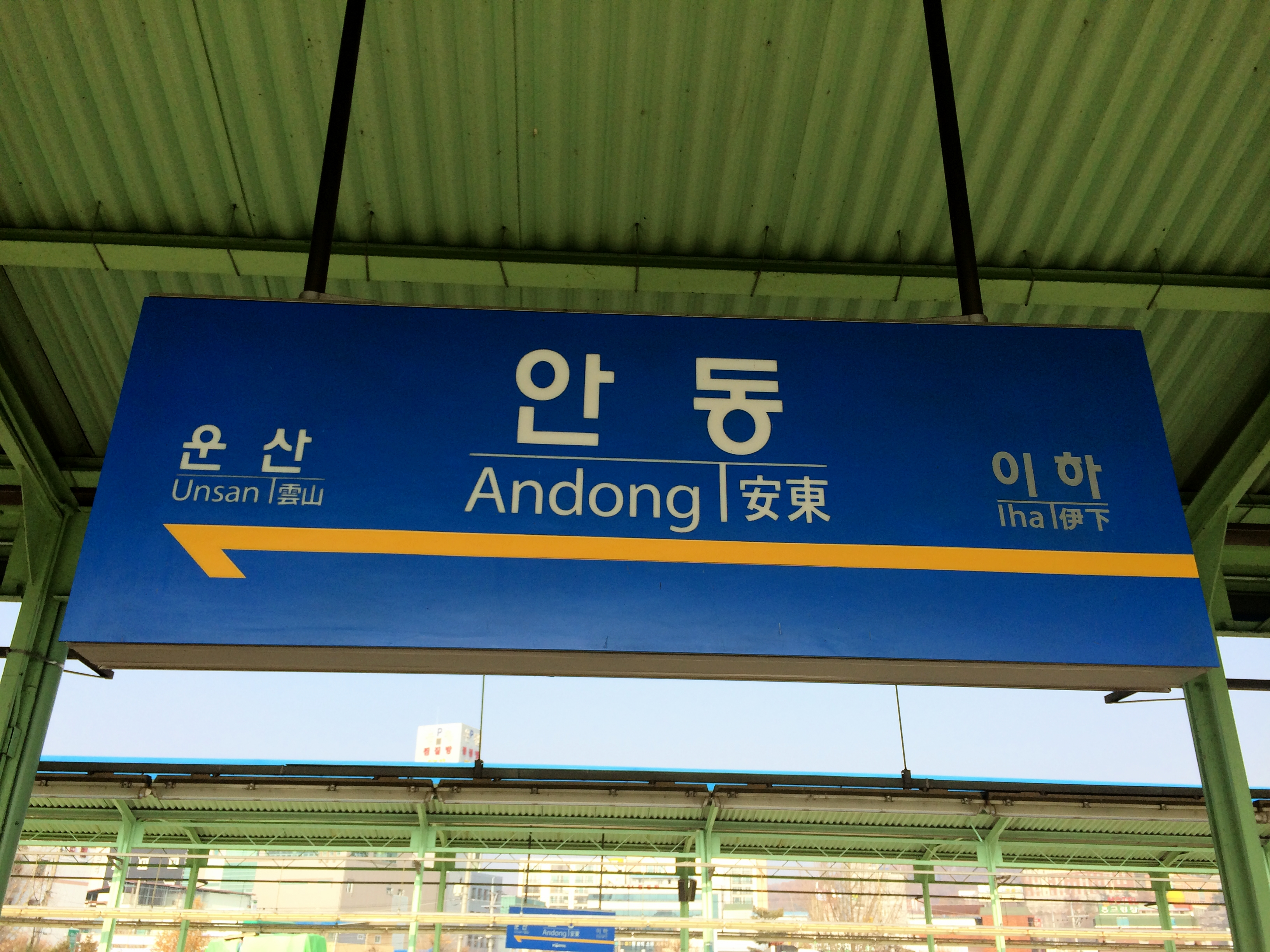
구 역명판
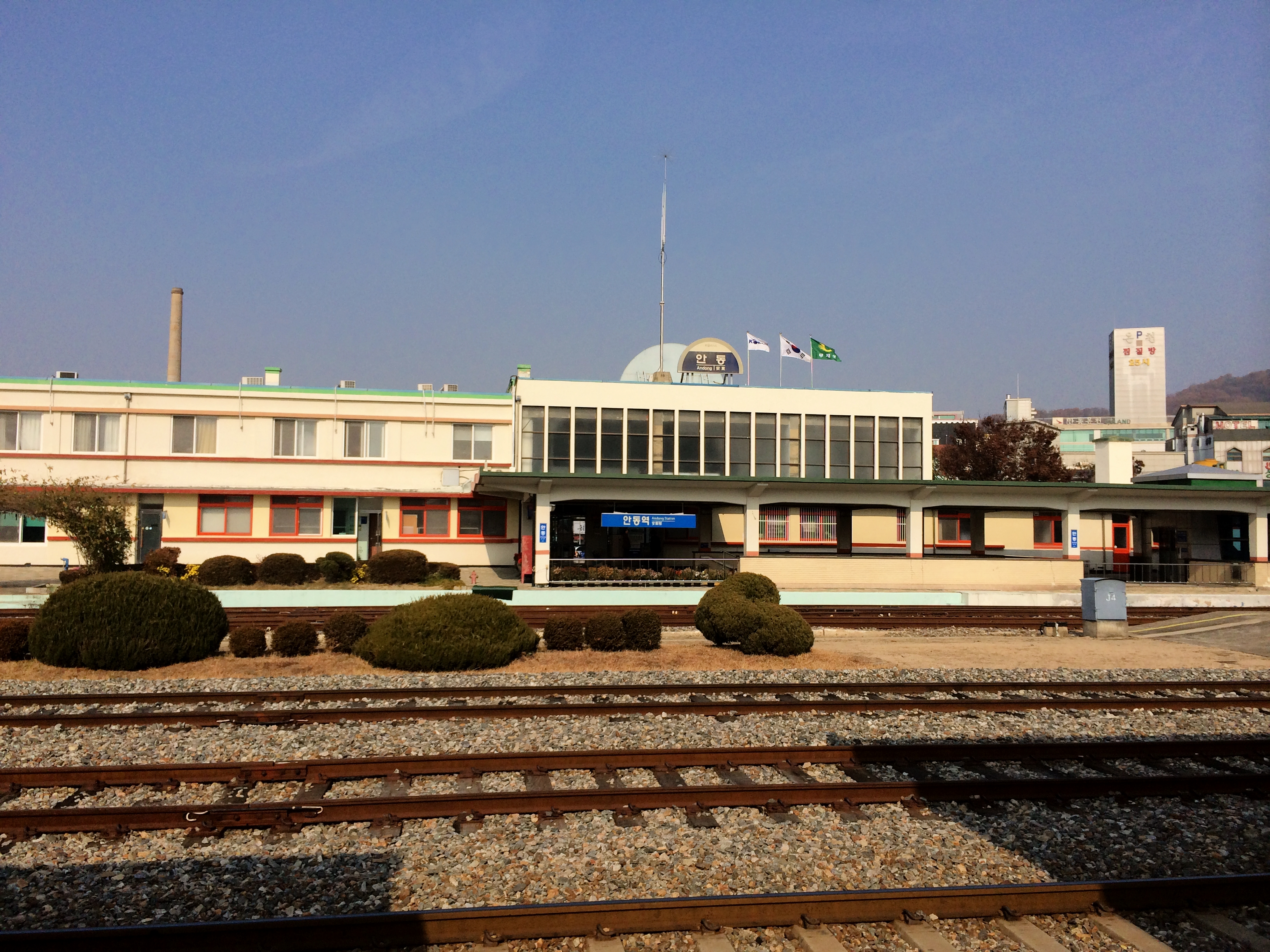
구 선로측 역사
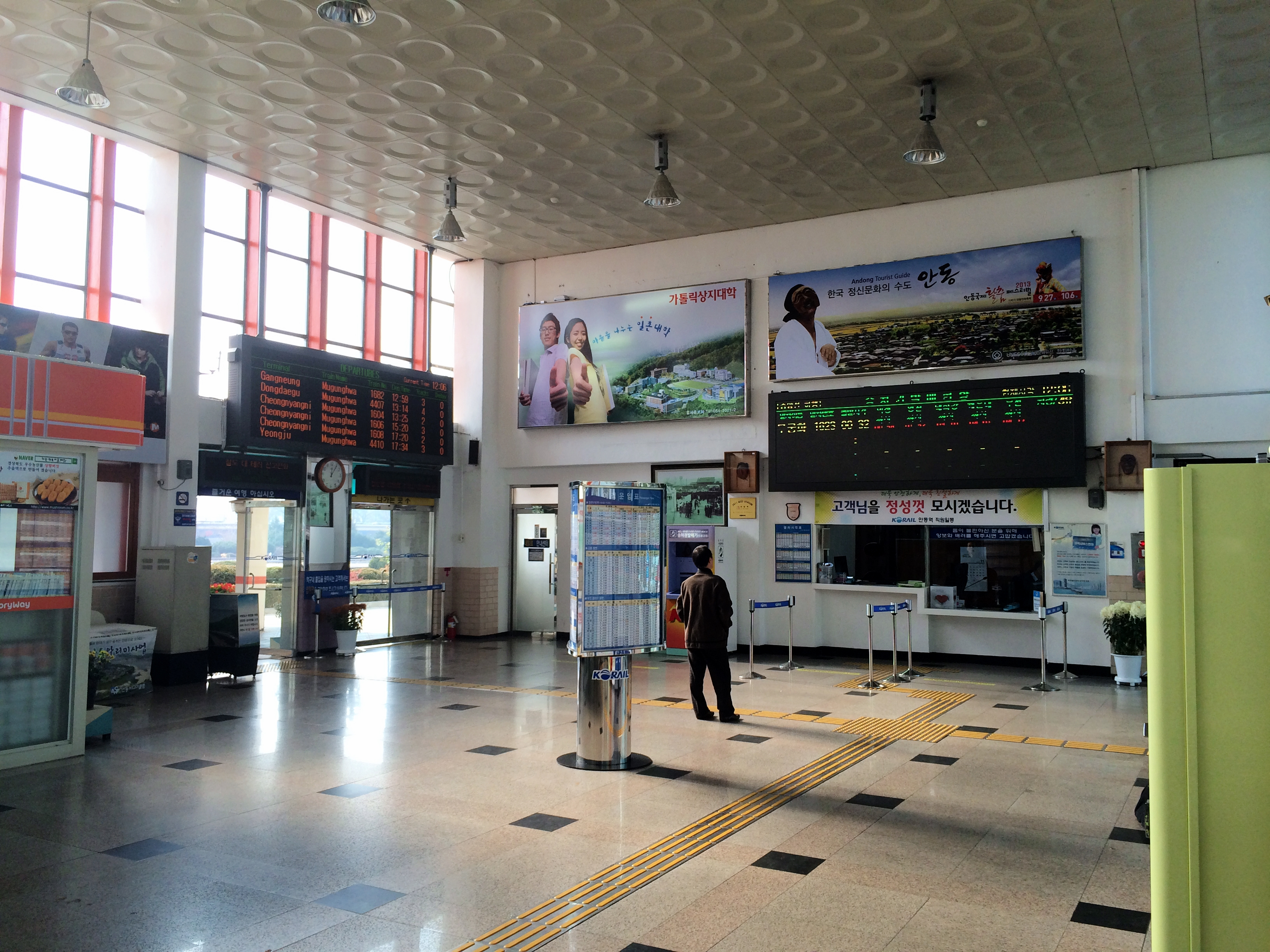
구 매표소 및 개찰구
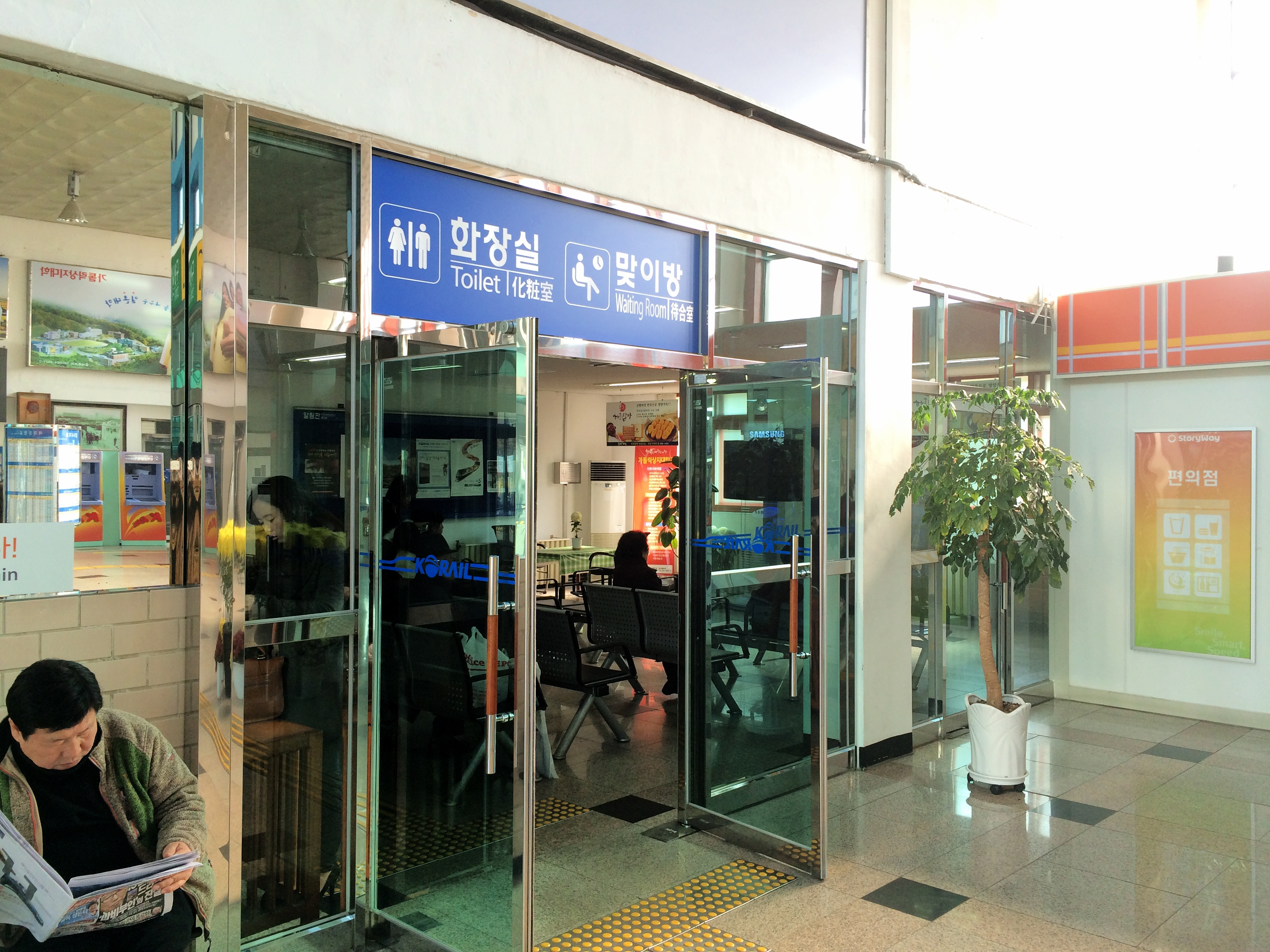
구 대합실
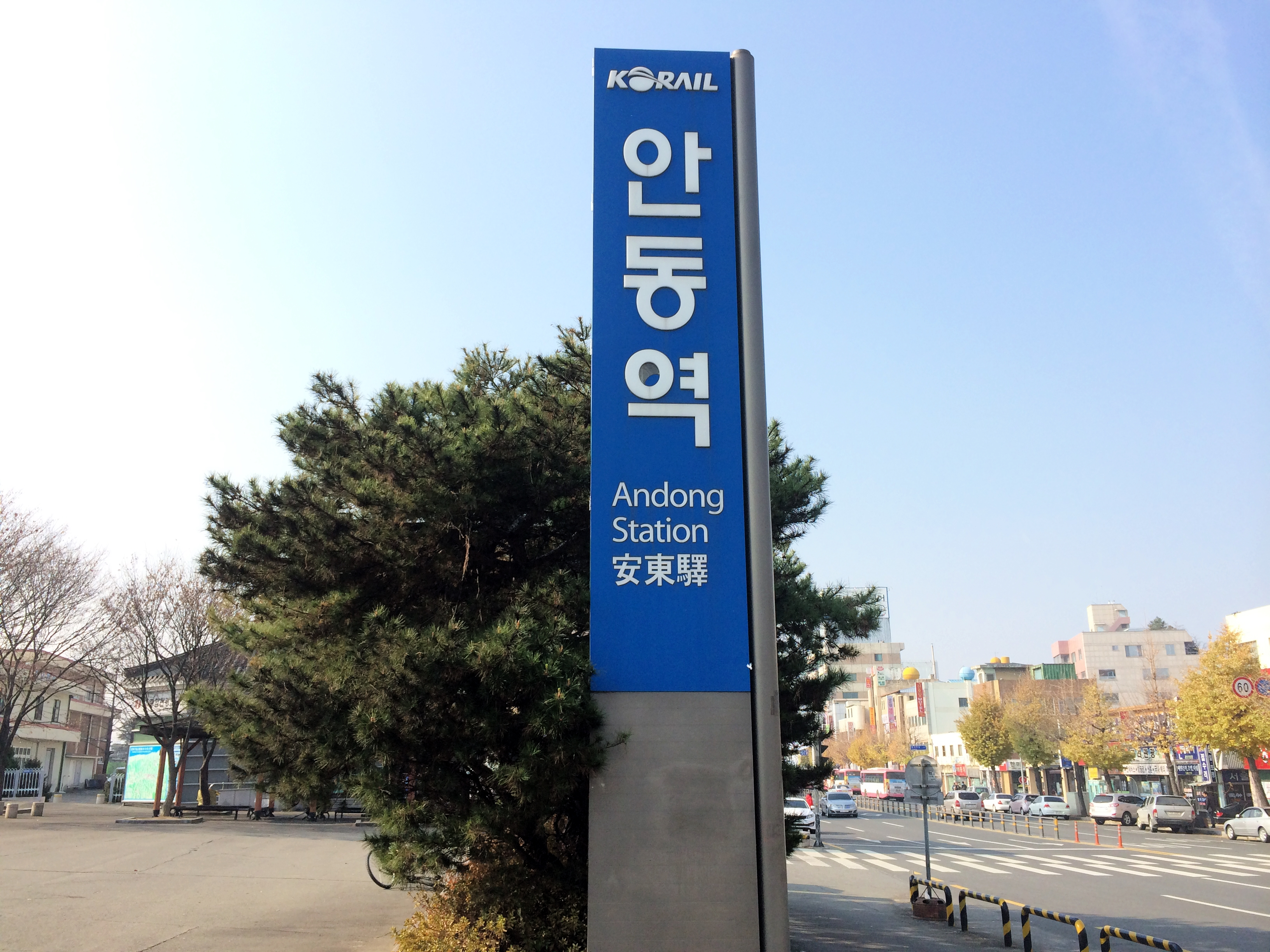
구 폴사인
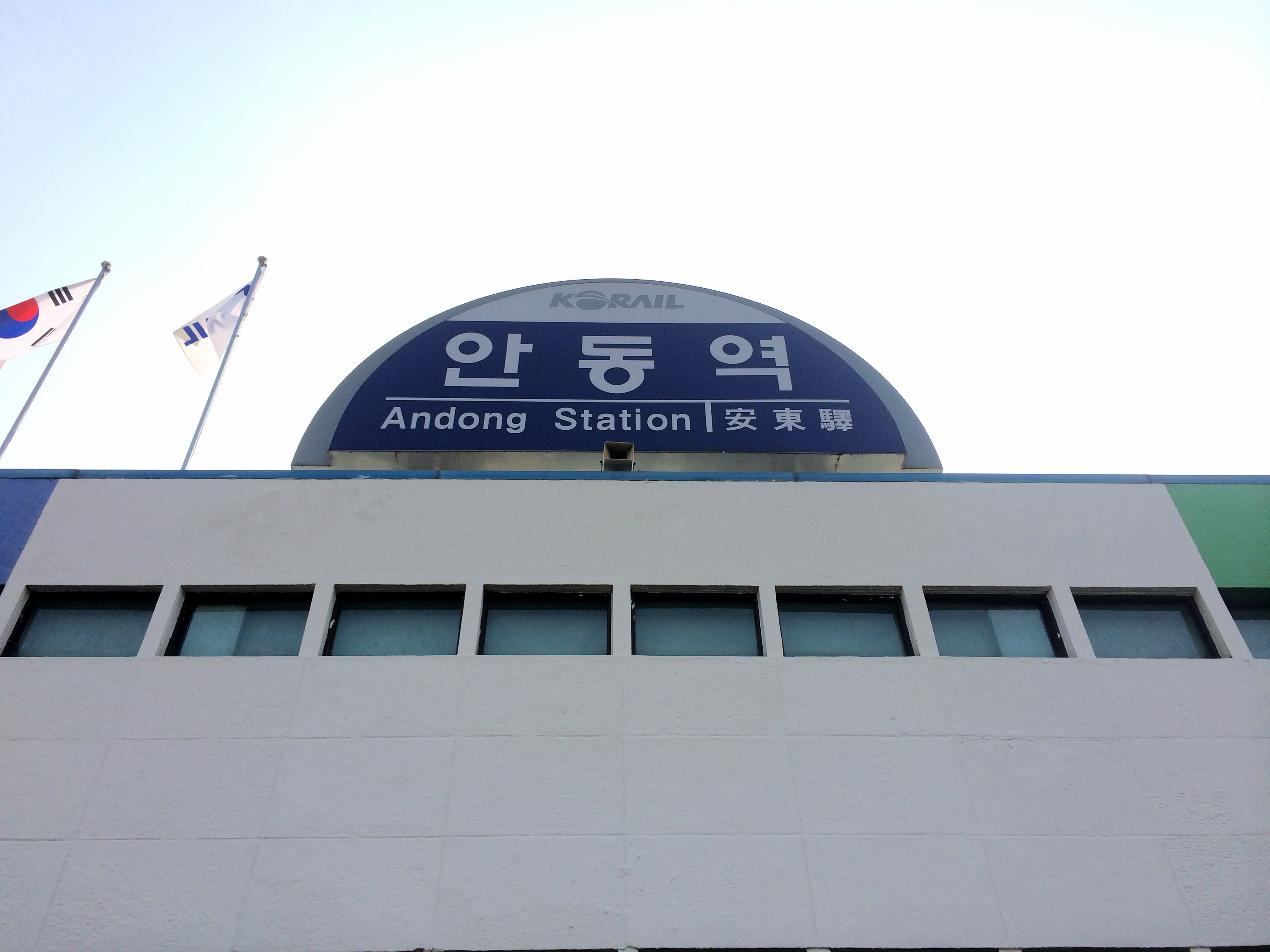
구 간판

## 인접한 역
| 중앙선           | 중앙선            | 중앙선           |
| ---------------- | ----------------- | ---------------- |
| 영주 청량리 방면 | KTX 중앙선        | 의성 부전 방면   |
| 영주 청량리 방면 | ITX-마음 중앙선   | 의성 부전 방면   |
| 영주 청량리 방면 | ITX-새마을 중앙선 | 시·종착역        |
| 영주 동해 방면   | 무궁화호 영동선   | 의성 동대구 방면 |

## 기타
- 안동역을 소재로 한 가수 진성의 "안동역에서"(2008)라는 노래가 있다.
- 안동역을 배경으로 한 문학 작품은 이정진의 "안동 까치밥나무"가 있다.